# Tour des Flandres 1968
Le Tour des Flandres 1968 est la 52e édition du Tour des Flandres. La course a lieu le 30 mars 1968, avec un départ à Gand et une arrivée à Merelbeke sur un parcours de 245 kilomètres.
Le vainqueur final est le coureur belge Walter Godefroot, qui s’impose au sprint au sein d'un groupe de 16 coureurs. L'Ouest-allemand Rudi Altig se classe deuxième, tandis que le Néerlandais Jan Janssen termine troisième. Le belge Guido Reybrouck, initialement deuxième, est déclassé.

## Classement final
|    | Coureur                  | Pays                 | Équipe                   | Temps           |
| -- | ------------------------ | -------------------- | ------------------------ | --------------- |
| 1  | Walter Godefroot         | Belgique             | Flandria-De Clerck       | 5 h 52 min 00 s |
|    | Guido Reybrouck          | Belgique             | Faema                    | m. t.           |
| 2  | Rudi Altig               | Allemagne de l'Ouest | Salvarani                | m. t.           |
| 3  | Jan Janssen              | Pays-Bas             | Pelforth-Sauvage-Lejeune | m. t.           |
| 4  | Daniel Van Ryckeghem     | Belgique             | Mann-Grundig-Libertas    | m. t.           |
| 5  | Roger Rosiers            | Belgique             | Mann-Grundig-Libertas    | m. t.           |
| 6  | Jo de Roo                | Pays-Bas             | Willem II-Gazelle        | m. t.           |
| 7  | Bernard Van De Kerckhove | Belgique             | Pelforth-Sauvage-Lejeune | m. t.           |
| 8  | Eddy Merckx              | Belgique             | Faema                    | m. t.           |
| 9  | Ludo Vandromme           | Belgique             | Flandria-De Clerck       | m. t.           |
| 10 | Rik Van Looy             | Belgique             | Willem II-Gazelle        | m. t.           |